# Стубови стварања
„Стубови стварања“ (енгл. Pillars of Creation) је фотографија коју је снимио свемирски телескоп Хабл, на којој се виде структуре међузвездане прашине и гаса које астрономи називају „слоновске сурле“, а које се налазе у маглини Орао (енгл. Eagle Nebula) удаљеној око 7.000 светлосних година од Земље. Ове структуре назване су „стубови стварања“ јер се у њима одвија процес стварања звезда од околног гаса и прашине, а у исто време долази до ерозије тог гаса и прашине утицајем светлости оближњих новостворених звезда. Фотографија је снимљена 1. априла 1995. године, и од стране сајта Space.com проглашена је за једну од десет најбољих фотографија које је снимио свемирски телескоп Хабл. Астрономи на чију иницијативу је фотографија снимљена били су Џеф Хестер и Пол Сковен, који су у то време радили на државном универзитету Аризоне. Исти регион маглине „Орао“ 2011. године је снимио свемирски телескоп Хершел агенције ЕСА.

## Састав
Стубови се састоје од хладног молекуларног водоника и прашине које константно еродира процесом фотоиспаравања ултраљубичаста светлост која потиче од блиских и врелих младих звезда. Леви стуб на слици дугачак је око 4 светлосне године. Избочине на врховима облака које подсећају на прсте су веће од целог нашег Сунчевог система и видљиве су због сенки испаравајућих гасних глобула (енгл. Evaporating gaseous globule, EGG), које штите гас иза себе од интензивног УВ зрачења. И саме испаравајуће глобуле су инкубатори нових звезда.

## Теоретско уништење
На основу фотографија које је снимио свемирски телескоп Спицер, на којима се види облак вреле прашине у близини стубова стварања, једна група научника је оформила теорију да је тај облак у ствари ударни талас настао експлозијом оближње супернове. Изглед облака сугерише да је експлозије те супернове уништила стубове стварања пре 6.000 година. Због тога што су стубови стварања удаљени 7.000 светлосних година од Земље, то би значило да су они већ нестали, али због брзине којом се светлост креће (299.792,458 km/s) то уништење још није видљиво са Земље, већ ће бити видљиво тек за око 1.000 година. Међутим, ову теорију оспорава научник који је део истраживачког тима свемирског телескопа Спицер, који сугерише да је експлозија те супернове требало да произведе јаче радио и рендгенско зрачење од оног које је уочено, и да су ветрови настали од масивних звезда у ствари могли да загреју прашину. У овом случају, стубови стварања не би били збрисани, већ би постепено еродирали.

## Фотографије

#### Хабл
Хаблова фотографија је у ствари састављена из 32 појединачне фотографије снимљене са четири различите камере у склопу инструмента Wide Field and Planetary Camera 2. Фотографија приказује светлост коју емитују појединачни хемијски елементи у облаку и који се различито манифестују у коначној фотографији: зелена боја за водоник, црвена за јонизовани сумпор и плава за јонизоване атоме кисеоника.
Степенасти црни део фотографије који недостаје у горењем десном углу настала је јер камера која снима ту четвртину има увеличање, тако да када се тај део слике одзумира и прилагоди да буде исте резолуције као остале три камере, остаје празнина. Ова појава се види и на осталим фотографијама које је снимио телескоп Хабл, и може се налазити у било којем углу, зависно од тога како је фотографија оријентисана приликом приказивања јавности.

#### Хершел
Свемирска опсерваторија Хершел је 2011. године снимила фотографију стубова стварања у инфрацрвеној светлости, која астрономима омогућава да завире кроз прашину унутар облака и виде регионе који се налазе иза самих стубова, и тако дођу до бољих сазнања о силама и процесима који се дешавају унутар маглине „Орао“.

#### Повратак Хабла
Пред 25. годишњицу телескопа Хабл, астрономи су саставили већу фотографију стубова стварања у бољој резолуцији, која је јавности први пут приказана у јануару 2015. године на самиту Америчког астрономског друштва у Сијетлу. Фотографију је поново снимио телескоп Хабл, који је од времена када је снимљена прва фотографија ремонтован у орбити током мисија спејс-шатла, и добио је нове камере веће резолуције које снимају у видљивом и инфрацрвеном делу спектра.